# DOCUMENTARY FILMS 〜Trans ASIA via PARIS〜
『DOCUMENTARY FILMS 〜Trans ASIA via PARIS〜』（ドキュメンタリー フィルムズ トランス エイジア ヴィア パリス）は、日本のロックバンド、L'Arc〜en〜Cielのドキュメンタリー・ビデオ。DVD版は2009年3月25日、BD版は2014年3月19日発売。発売元はKi/oon Records。

## 解説
L'Arc〜en〜Cielが2008年4月19日から世界7都市（上海、台北、パリ、ソウル、香港、東京、大阪）で全10公演を開催したライブツアー「TOUR 2008 L'7 〜Trans ASIA via PARIS〜」の裏側を収めたドキュメンタリー・ビデオ。バンドのドキュメンタリーが単独で収録された映像作品は、L'Arc〜en〜Cielの映像作品としては本作品が初となる。
本作品には、メンバーへのインタビューや、メンバーが各地でオフを過ごしている様子、ライブの舞台裏、公演中に生じたトラブルの模様などが収録されている。ちなみに、パリ公演開催前後に撮影したドキュメンタリーの一部は、2009年5月29日にNHK総合で放送された特別番組『L'Arc〜en〜Ciel LIVE IN PARIS』で流されている。また、本作にはパリでのライブの模様も一部収録されている。
フィジカルは通常盤（2DVD）の1形態でリリースされている。初回限定仕様はスペシャルパッケージ仕様となっており、フォトブックレットが付属している。
また、2014年2月26日には、本作を含む音楽作品18タイトルのBlu-ray Disc版を収録したBD-BOX『L'Aive Blu-ray BOX -Limited Edition-』が発売されている。さらに2014年3月19日には、前述のボックス・セットに収められた本作のBlu-ray Disc版が単体でリリースされた。

## DVD・Blu-ray
- 『LIVE IN PARIS』 - 2008年に開催したライブツアー「TOUR 2008 L'7 〜Trans ASIA via PARIS〜」の5月9日に行ったパリ公演の模様を収録
- 『TOUR 2008 L'7 〜Trans ASIA via PARIS〜』 - 2008年に開催したライブツアー「TOUR 2008 L'7 〜Trans ASIA via PARIS〜」の6月1日に行った東京2日目公演の模様を収録
- 『FIVE LIVE ARCHIVES 2』 - 2008年に開催したライブツアー「TOUR 2008 L'7 〜Trans ASIA via PARIS〜」の6月8日に行った大阪2日目公演の模様を収録